# Rhopophilus
Rhopophilus is een geslacht van zangvogels uit de familie Paradoxornithidae (diksnavelmezen).

## Soorten
Het geslacht kent de volgende soorten:
- Rhopophilus albosuperciliaris  – Tarimwitbrauwzanger
- Rhopophilus pekinensis  – Pekingwitbrauwzanger